# Хифи
Хифи (от старогръцки: ὑφή – „тъкан“) са нишковидните клетки на гъбите. От тях е изградена цялата гъба (противоположно на хефи – едноклетъчни гъби): мицелът, тялото, както и корените на дървесните гъби.
При симбиотичните тъканни гъби в или на растенията, контактната зона между гъбата и растението винаги изглежда еднаква: гъбните и растителните клетки винаги остават разделени, дори когато гъбата расте навътре в отделни растителни клетки. Между цитозила на гъбата и този на растението фактически винаги съществуват две мембрани: едната на гъбата, а другата – на растението. Тези мембрани притежават специални канали, които контролират преноса на различни вещества. Двете мембрани на гъбата и на растението винаги са разделени от един слой извънклетъчен матрикс. Този слой принадлежи на междуклетъчното пространство и може да произхожда както от гъбата, така и от растението. Той често е особено тънък и пропусклив – веществата, които биват пренасяни, преминават лесно през него чрез дифузия.